# 밀퍼드헤이븐 후작부인 나데이다 마운트배튼
나데이다 미하일로브나 마운트배튼(영어: Nadejda Mikhailovna Mountbatten, Marchioness of Milford Haven, 1896년 3월 28일 ~ 1963년 1월 22일) 러시아계 영국인 귀족 여성이다. 제2대 밀퍼드헤이븐 후작 조지 마운트배튼의 아내이며 출생시 이름은 나데이다 미하이로브나 데 토르비(Nadejda Mikhailovna de Torby), 애칭은 나다(Nada)이다.
러시아 황제 니콜라이 1세의 손자인 미하일 미하일로비치 대공과 그 아내의 메렌베르크의 조피(토르비 백작부인) 사이의 차녀로 태어났다. 아버지는 러시아 황족이나 어머니인 조피는 그에 동등한 신분이 아니었기에 부모의 결혼은 귀천상혼으로(조피의 부모 역시 귀천상혼), 조피는 정식 대공비로 인정받지 못하고 사촌인 룩셈부르크 대공으로부터 토르비 백작부인의 칭호를 받게된다. 모계쪽 증조부는 러시아의 문호 알렉산드르 푸쉬킨이다.
제 1차 세계 대전중인 1916년 11월 15일에 런던에서 독일계 귀족의 루이 바텐베르크 공의 장남 조지와 결혼했다. 남편은 빅토리아 여왕의 증손자 중 한 명으로, 영국 올더니 자작(Viscount Alderney)의 작위를 가지고 있었다. 그는 이듬해 1917년에 아버지의 바텐베르크 공이 영국으로 귀화해 밀포드 헤이븐 후작의 칭호를 받으면서 그 후작위의 후계자인으로 메디나 백작의 칭호를 받았고, 1921년 아버지를 이어 제2대 밀포드 후작이 되었다.
나다는 1934년 구미의 주목을 받고 있던 미국의 철도왕 밴더빌트가의 소동에 휘말렸다. 글로리아 롤러 밴더빌트의 양육권을 둘러싼 재판 중 그 어머니 글로리아 모건 밴더빌트의 메이드가 법정에서 자신의 원래 고용주와 밀포드 헤이븐 후작부인이 레즈비언 관계에 있다는 발언을 한 것이다. 이와 관련해 나다는 메이드의 증언에 대해 "악의적인 심한 거짓말(a set of malicious, terrible lies)이라며 공식적으로 부정하였다. 또한 시동생 제1대 마운트오브버마 백작 루이 마운트배튼경의 아내 에드위나와 아주 절친한 친구로, 종종 둘이서 다양한 위험지대, 험한 곳을 모험하는 여행을 떠나곤 했었기에 두 사람의 관계를 동성애이다 하는 소문이 있었다.
남편과의 사이에는 딸 타티아나, 제3대 후작이 되는 아들 데이비드를 낳았다. 1938년에 남편과 사별한 뒤, 1963년 칸에서 사망했다.